# 東京図書出版
東京図書出版（とうきょうとしょしゅっぱん）は、株式会社ブレイン内にある出版事業部である。学術系出版社の「東京図書株式会社」とは無関係。

## 概要
東京図書出版およびリフレ出版は、東京都文京区本駒込3-10-4にある。
本社の株式会社ブレインが、東京図書出版が発行する出版物の印刷を行っている。
東京図書出版が発行する出版物の販売は、リフレ出版が行っている。
2011年4月までは、東京図書出版会の名称で活動していた。

## 沿革
本社の株式会社ブレインと東京図書出版の沿革は次のとおり。
- 1977年4月1日 - 有限会社しなの教育図書設立。
- 1994年5月 - 株式会社ブレインに名称を変更。
- 1998年4月 - 東京図書出版会設立。
- 2011年5月 - 東京図書出版に名称を変更。

## 出版形態
自費出版から書店流通出版まで、様々な出版形態を手掛けている。
- 共同出版

トーハン・日販などの取次を通して、書店に配本する。
- 企画出版

出版費用全額出版社負担で制作して、出版する。
- 個人出版

簡素な体裁で制作することにより、エコノミーな価格で出版することができる。

### 株式会社ブレイン
- 業種 - 出版・印刷
- 代表者 - 中田典昭
- 資本金 - 1000万円
- 設立年月日 - 1977年4月1日
- 所在地 - 〒391-0002 長野県茅野市塚原 2-15-4

## 出版物

### レーベル
- TTS新書

2010年4月創刊。新書判。カバーなどには、矢が貫かれたリンゴのイラストが載っている。創刊ラインナップは、『四季からの素描 第1集』（金田一美 著）、『税制抜本改革』（E.L.M. 著）の2点。
- TTS文庫

2009年1月創刊。文庫判。